# Miroslav Filip
Miroslav Filip (Praga, 27 ottobre 1928 – Praga, 27 aprile 2009) è stato uno scacchista ceco (cecoslovacco fino al 1992), Grande maestro.
Diventò Maestro Internazionale nel 1953 e Grande Maestro nel 1955.
Vinse tre volte il campionato della Cecoslovacchia: nel 1950, 1952 e 1954.
Partecipò con la Cecoslovacchia a 12 olimpiadi consecutive, dal 1952 al 1974. Giocò 194 partite col risultato complessivo di + 62 = 104 – 28 (58,8 %).
Prese parte a due tornei dei candidati: Amsterdam 1956 (8º su 10 partecipanti) e Curaçao 1962 (7º-8º su 8 partecipanti).

## Altri risultati
- 1947 : vince il campionato cecoslovacco dei giovani
- 1953 : =1º nel campionato cecoslovacco (perse il match di spareggio)
- 1954 : 3º-4º a Bucarest
- 1956 : 1º a Praga, 1º a Marienbad
- 1957 : 1º nel torneo zonale di Sofia; 2º-3º a Bratislava
- 1958 : 2º al torneo di Hastings 1957/58
- 1960 : 1º-2º nel torneo zonale di Marienbad
- 1961 : 2º a Mar del Plata;= 1º-2º a Buenos Aires; 4º-5º all'interzonale di Stoccolma; 2º a Vienna
- 1967 : 5º-6º nel Capablanca Memorial di L'Avana
- 1969 : 1º nel torneo di Praia da Rocha
- 1975 : 2º a Berna

Nei primi anni '80 si ritirò dal gioco attivo, ma rimase nel mondo degli scacchi come giornalista.

## Curiosità
Miroslav Filip era alto 2,05 metri, è stato molto probabilmente il più alto Grande Maestro di scacchi.